# 向日葵与幼犬的七天
《向日葵与幼犬的七天》（日语：ひまわりと子犬の7日間）是日本一部在2013年3月16日公映的电影。该故事的舞台剧于2013年3月9日在宫崎县上映，而该片也在2012年10月的东京国际电影节首映。

## 主要角色
| 角色名                                | 演员名             | 角色介绍 |
| ------------------------------------- | ------------------ | -------- |
| 神崎彰司                              | 堺雅人             |          |
| 向日葵（狗妈妈）                      | 阿松（柴犬）       |          |
| 五十岚美久                            | 中谷美纪           |          |
| 佐佐木一也                            | 若林正恭（奥黛丽） |          |
| 樱井                                  | 小林稔侍           |          |
| 安冈                                  | 绪方义博           |          |
| 神崎里美                              | 近藤里沙           |          |
| 神崎冬树                              | 藤本哉汰           |          |
| 神崎琴江                              | 吉行和子           |          |
| 神崎千夏                              | 檀丽               |          |
| 布丁（拉布拉多犬） 可可（黑色小型犬） | 不適用             |          |
| 长友孝雄                              | 夏八木勋           |          |
| 长友光子                              | 草村礼子           |          |
| 松永议员                              | 左时枝             |          |

## 工作人员
- 导演·剧本：平松恵美子（日语：平松恵美子）
- 原著：《奇迹的母子犬》山下由美
- 配乐：寺岛民哉（日语：寺嶋民哉）
- 摄影：近森真史
- 灯光：渡边孝一
- 美工：西村贵志
- 训狗师：宫忠臣
- 录音：岸田和美（日语：岸田和美）
- 剪辑：小崛由起子（日语：小堀由起子）
- 场记：柳沼由加里（日语：柳沼由加里）
- 道具：汤泽幸夫
- 音乐制作人：竹中恵子
- 助理导演：石川胜己
- 音效：帆苅幸雄（日语：帆苅幸雄）
- 制片经理：大熊敏之
- 线上制片：小松次郎
- 视觉特效：IMAGICA
- 外景协助：宫崎县、宫崎电影委员会、宫崎市、日南市、小湊铁道等
- 内景拍摄：日活摄影所（日语：日活撮影所）
- 特别赞助：InterLocalMedia（日语：インターローカルメディア）
- 赞助：养乐多、云海酿酒（日语：雲海酒造）
- 策划：田泽连二
- 制片人：石塚庆生、住田节子
- 制作室：松竹摄影所（日语：松竹撮影所）东京工作室
- 制作协助：松竹视频中心（日语：松竹映像センター）
- 支援：文化艺术振兴费补助金
- 发行：松竹
- 制作：《向日葵与幼犬的七天》制作委员会（松竹、东京电视台、卫星剧场（日语：松竹ブロードキャスティング）、大阪电视台、爱知电视台、PIA（日语：ぴあ）、宫崎广播公司、博报堂、雅虎日本）

## 主题曲
《花》
填词：Sonar Pocket / 作曲：Sonar Pocket、KAY / 编曲：KAY / 演唱：Sonar Pocket / 唱片公司：德间日本传播

## 获奖经历
- 第37届日本电影金像奖 话题奖演员类－若林正恭[2]

## 原著·相关书籍
- 原著：山下由美/著（PHP研究所 2008年6月） ISBN 4-569-68776-8
- 平松恵美子/著（集英社 2013年1月） ISBN 4-08-745028-7
- 平松恵美子/監修・杉江松恋/著（Media Factory 2013年1月） ISBN 4-8401-4953-4
- 本田恵子/著・山下由美/原案・平松恵美子/脚本（集英社クリエイティブ 2013年2月） ISBN 4-420-15267-2
- 五十嵐佳子/著・高野きか/絵（集英社 2013年3月） ISBN 4-08-321144-X
- 坂田智昭/写真・高山リョウ/文（ホーム社 2013年3月） ISBN 4-8342-5186-1